# Фрідріх Еберт
Фрідріх Еберт (нім. Friedrich Ebert Німецька: [ˈfʁiːdʁɪç ˈeːbɐt] ( прослухати); 4 лютого 1871, Гайдельберг, Німецька імперія — 28 лютого 1925, Берлін, Веймарська республіка) — німецький соціал-демократ, один з провідних діячів Соціал-демократичної партії Німеччини (СДПН), лідер її правого, «ревізіоніського» крила. Перший рейхсканцлер Німеччини після Листопадової революції 1918 року, перший президент Німеччини (Веймарська республіка, 1919—1925), а також перший в історії Німеччини демократично обраний керівник держави.

## Біографія
Народився у родині кравця. Беручи участь у профспілковому русі, Еберт домігся політичних висот у Соціал-демократичній партії, ставши генеральним секретарем 1905 року та головою партії 1913 року. У серпні Еберт домігся практично одностайної підтримки СДПН додаткових військових асигнувань, стверджуючи, що вибухнула Перша світова війна була необхідною «оборонним» заходом. Така позиція керівництва партії на чолі з Ебертом та Шейдеманом призвела до розколу у партії, внаслідок чого ліве та лівоцентристське крило покинуло партію на початку 1917 року, утворивши Незалежну соціал-демократичну партію Німеччини.

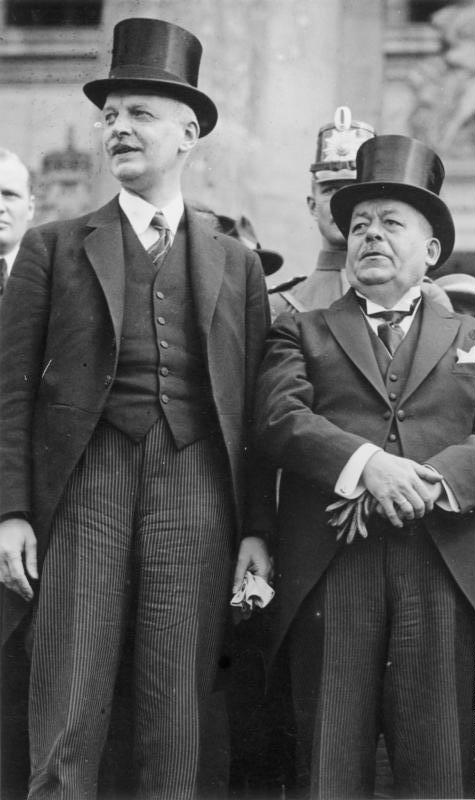
Фрідріх Еберт (праворуч) та рейхсканцлер Вільгельм Куно.

На тлі інших діячів СДПН Фрідріх Еберт відрізнявся прокайзерівськими поглядами. У бесіді з принцом Максом Баденським напередодні Листопадової революції він висловлював сподівання збереження монархії, а проголошення республіки своїм соратником Філіпом Шейдеманом вважав «самовільним». Побоюючись зростаючого впливу комуністичного Союзу Спартака, очолюваного Розою Люксембург та Карлом Лібкнехтом, а також Незалежної соціал-демократичної партії, яка займала центристську позицію, Еберт наприкінці 1918 року уклав секретну домовленість з керівництвом армії, представленим Людендорфом. Армія брала участь у повсюдних сутичках із спартакістами, що призвело до кривавого придушення повстання спартакістів. Водночас після правого Каппського путчу, відбитого силами німецьких робітників, які оголосили загальнодержавний страйк, до більшості його керівників, багато з яких пізніше приєдналися до НСДАП, уряд Еберта поставився поблажливо — як до сили, яка протистоїть «червоній чумі».
Рейхспрезидентство Еберта ознаменувалося важкою економічною кризою і, на тлі програної Німеччиною війни, політичною нестабільністю. У листопаді 1923 року Еберт навіть вступив у конфлікт з власною партією, яка залишила коаліційний уряд Густава Штреземана. В історичній літературі присутні вкрай суперечливі оцінки діяльності Еберта. Хоча Еберт вважав себе прихильником демократії, комуністи та навіть більшість соратників по партії звинувачували його в радикальних антиробітничих заходах і тим самим — у непрямій підтримці нацизму, що зароджувався.
Помер від апендициту.
Фрідріха Еберта не слід плутати з його сином Фрідріхом Ебертом-молодшим, який за іронією долі брав участь у створенні НДР та її правлячої партії — Соціалістичної єдиної партії Німеччини.